# Esqui aquático nos Jogos Pan-Americanos de 2019 - Geral masculino
A competição do geral masculino foi um dos eventos do esqui aquático nos Jogos Pan-Americanos de 2019, em Lima. Foi disputada na Laguna Bujama nos dias 28 e 30 de julho.

## Calendário
Horário local (UTC-5).
| Data        | Horário | Fase         |
| ----------- | ------- | ------------ |
| 28 de julho | 16:10   | Preliminares |
| 30 de julho | 10:45   | Finais       |

## Medalhistas
| Ouro   | CAN Dorien LLewellyn |
| Prata  | CHI Rodrigo Miranda  |
| Bronze | ARG Tobías Giorgis   |

## Resultados

### Preliminares
Os seis melhores atletas se classificaram para a final.
| Colocação | Atleta             | Nacionalidade      | Slalom        | Geral Slalom | Truque | Geral Truque | Rampa | Geral Rampa | Total Geral |
| --------- | ------------------ | ------------------ | ------------- | ------------ | ------ | ------------ | ----- | ----------- | ----------- |
| 1         | Dorien LLewellyn   | CAN Canadá         | 1.00/58/10.75 | 951.46       | 10170  | 878.24       | 198   | 875.62      | 2705.32     |
| 2         | Felipe Miranda     | CHI Chile          | 3.00/58/10.75 | 990.29       | 7800   | 673.58       | 213   | 990.05      | 2653.92     |
| 3         | Rodrigo Miranda    | CHI Chile          | 3.00/58/11.25 | 873.79       | 7780   | 671.85       | 202   | 912.94      | 2458.58     |
| 4         | Taylor Garcia      | USA Estados Unidos | 3.50/58/10.75 | 1000.00      | 4190   | 361.83       | 214   | 1000.00     | 2361.83     |
| 5         | Tobías Giorgis     | ARG Argentina      | 2.50/58/11.25 | 864.08       | 6360   | 549.22       | 183   | 766.17      | 2179.47     |
| 6         | Federico Jaramillo | COL Colômbia       | 3.00/58/10.75 | 990.29       | 9210   | 795.34       | 133   | 385.57      | 2171.20     |
| 7         | Rafael de Osma     | PER Peru           | 0.50/58/11.25 | 825.25       | 6650   | 574.27       | 178   | 728.86      | 2128.37     |
| 8         | Adam Pickos        | USA Estados Unidos | 1.00/58/10.75 | 951.46       | 10720  | 925.73       |       |             | 1877.19     |
| 9         | Patricio Nelson    | MEX México         | 3.00/58/11.25 | 873.79       | 11580  | 1000.00      |       |             | 1873.79     |
| 10        | Ignacio Giorgis    | ARG Argentina      | 4.00/58/12.00 | 776.70       | 5890   | 508.64       | 138   | 422.89      | 1708.23     |
| 11        | Álvaro Lamadrid    | MEX México         | 2.50/58/10.75 | 980.58       | 3140   | 271.16       | 136   | 410.45      | 1662.19     |
| 12        | Felipe Franco      | PER Peru           | 1.00/58/16.00 | 368.93       | 7320   | 632.12       |       |             | 1001.05     |

## Finais
| Colocação         | Atleta             | Nacionalidade      | Slalom        | Geral Slalom | Truque | Geral Truque | Rampa | Geral Rampa | Total Geral |
| ----------------- | ------------------ | ------------------ | ------------- | ------------ | ------ | ------------ | ----- | ----------- | ----------- |
| Medalha de ouro   | Dorien LLewellyn   | CAN Canadá         | 2.00/58/10.75 | 980.39       | 10660  | 1000.00      | 204   | 905.11      | 2885.50     |
| Medalha de prata  | Rodrigo Miranda    | CHI Chile          | 3.00/58/11.25 | 882.35       | 8080   | 757.97       | 214   | 980.54      | 2620.87     |
| Medalha de bronze | Tobías Giorgis     | ARG Argentina      | 3.50/58/11.25 | 892.16       | 8580   | 804.88       | 194   | 827.25      | 2524.28     |
| 4                 | Felipe Miranda     | CHI Chile          | 2.50/58/11.25 | 872.55       | 6820   | 639.77       | 217   | 1000.00     | 2512.32     |
| 5                 | Federico Jaramillo | COL Colômbia       | 3.00/58/10.75 | 1000.00      | 6480   | 607.88       | 121   | 291.97      | 1899.85     |
| 6                 | Taylor Garcia      | USA Estados Unidos | 1.50/58/11.25 | 852.94       | 0      | 0            | 0     | 0           | 852.94      |